# Angélica Mendoza de Ascarza
Angélica Mendoza de Ascarza, ook wel bekend als mamá Angélica en mamacha Angélica (Ayacucho, 1 oktober 1929 – 28 augustus 2017), was een Peruaanse mensenrechtenactiviste. Ze wordt beschouwd als het symbool voor de strijders voor de rechten van de slachtoffers die zijn verdwenen of omgekomen tijdens de Peruaanse burgeroorlog van 1980 tot 2000.

## Biografie
Mendoza groeide op in de Andesvallei in Peru en was oorspronkelijk van Quichuaafkomst. Ze beviel op 7 juni 1964 van haar zoon Archimedes Mendoza, die tevens opgroeide in het Andesgebergte.

## Arquimedes Mendoza
In 1980 begonnen twee revolutionaire linkse groeperingen, het Lichtend Pad en de MRTA, een gewapende machtsstrijd tegen de Peruaanse Regering. Dit politieke conflict was het gevolg op de binnenlandse strijd in 1965-1966, waarin plattelandsbevolking en verscheidene rebellengroeperingen zich verzetten tegen de regering, door de aldoor groeiende kritiek op de oneerlijke verdeling van land en inkomen. Dit conflict werd de kop ingedrukt en er volgde een geweldloze staatsgreep. Twintig jaar later werd de strijd hervat door de communistische aanhangers van het Lichtend Pad en veranderde in een ware guerillaoorlog, met grove mensenrechtenschendingen door beide partijen.
In de nacht van 3 juli 1983 werd Mendoza's zoon Arquímedes op brute wijze opgepakt door het Peruaanse leger en de staatspolitie, op verdenking een communistische sympathisant te zijn. Tijdens de overval trapten soldaten de deur in, bedreigden Angelica's familie met de dood en hielden hen onder schot, terwijl anderen Arquímedes uit zijn kamer haalden en hem naar een voertuig buiten het huis sleepten. Mendoza deed verwoede pogingen de ontvoering van haar zoon te voorkomen maar slaagde er niet in hem te bevrijden. Dit was de laatste keer dat Mendoza haar zoon zag.

## Stichting van ANFASEP
Tijdens de zoektocht naar haar zoon ontmoette Mendoza vele andere moeders wier familieleden ook waren ontvoerd als gevolg van de steeds groter wordende Peruaanse machtsstrijd. Op 2 september 1983 richtte ze samen met een aantal andere Ayacucho bewoners de 'Asociación Nacional de Familiares de Secuestrados, Detenidos y Desaparecidos del Perú' (ANFASEP) op; een organisatie met als voornaamste doel de staat ervan te overtuigen dat haar leden niet behoorden tot de opstandelingen, zodat ze de zoektocht naar hun familieleden konden vervolgen. Mendoza fungeerde als de leider en het gezicht van de organisatie, en werd wereldwijd bekend als Mamá Angélica.
In 2002 getuigde Mendoza voor de rechtbank van Peru over de arrestatie en de verdwijning van haar zoon, tijdens het tweede regeringstermijn van Fernando Belaúnde Terry. In augustus 2017 vond de Hoge Raad van Peru voormalige soldaten kolonels Paz Avendaño (hoofd van de inlichtingendienst detachering bij Casa Rosada) en Humberto Orbegozo Talavera (hoofd van de Los Cabitoskazerne) verantwoordelijk voor 53 van de 138 gedwongen verdwijningen naar de Los Cabitoskazerne. Avendaño werd veroordeeld tot 23 jaar gevangenis en Orbegozo werd veroordeeld tot 30 jaar. Beide mannen moesten een schadevergoeding van $77.000 betalen aan de families van de slachtoffers $ 77.000. Mendoza was aanwezig was bij hun veroordeling en sprak haar dank uit.

## Onderscheiding
2012: Medalla de la Defensoría del Pueblo

## Gezondheid en dood
In 2016 meldden familieleden van Mendoza dat ze in een ernstige gezondheidstoestand verkeerde, als gevolg van een diabetische ketoacidose. Op maandag 28 augustus 2017 zou Mendoza in de middaguren thuis zijn overleden op 88-jarige leeftijd.